# Chen (släkte)
Chen är ett fågelsläkte i familjen änder inom ordningen andfåglar: Släktet omfattar tre arter som häckar från nordöstra Sibirien till Alaska, norra Kanada och nordvästra Grönland, vintertid söderut till norra Mexiko:
- Kejsargås (C. canagica)
- Snögås (C. caerulescens)
- Dvärgsnögås (C. rossii)

Arterna placeras ofta i Anser (släkte), bland annat av Sveriges ornitologiska förening. Kejsargås förs ibland till det egna släktet Philacte.